# Schermzicht (A10)
Schermzicht (juni 2009) is een fotoproject van beeldend kunstenaar Claire Felicie op geluidsschermen langs de A10-west in Amsterdam. Het project werd in samenwerking met Rijkswaterstaat gerealiseerd. 
Tussen afrit S105 en S106 is het oostelijk geluidsscherm van de A10-west over een lengte van 264 meter voorzien van 44 levensgrote foto's met een totale oppervlakte van 1200 m². Alle foto's zijn gemaakt in de wijken die achter het scherm liggen: Bos en Lommer, De Baarsjes en Slotervaart. Zodoende geven deze foto's een doorkijkje naar een deel van de stad "achter de schermen".
Claire Felicie:

De schermen op de A10 West geven een besloten gevoel. Ik heb een deel van die schermen als het ware opengebroken en een stukje uitzicht teruggegeven aan de automobilist. Een uitzicht, niet op de welbekende drukte van de bewoners van de wijk, maar op verrassend lege zomerse parken en sprookjesachtig-verlichte pleinen en straten. Een uitzicht waar je hart even van opspringt; net zoals het kind op de foto's.

De foto's zijn onder te verdelen in twee series met een verschillend thema: de "groene" serie toont parkbeelden afgewisseld met een opspringend kind. De andere serie toont beelden van een rijdende tram in de nacht. Het grote belang van natuur en van openbaar vervoer voor een leefbare stad wordt hiermee aan de orde gesteld. De dynamiek van het stadsleven komt tot uiting in het springende kind en een rijdende tram.
In de foto's domineren de rustgevende kleuren groen en blauw. De foto's zijn door Rijkswaterstaat zorgvuldig gecontroleerd en akkoord bevonden.

## Trivia
- Het springende meisje is Felicie's dochter op 12-jarige leeftijd.

## Externe bronnen
- Leesplein - Biografie Claire Felicie